# 52e Rue Est
52e Rue Est was een platenlabel in Frankrijk dat in de jaren zeventig en tachtig jazz, jazz soul en blues uitbracht. De grootste ster die op het label uitkwam was Chet Baker. Ook van Archie Shepp verschenen er albums.

## Discografie
| Disc No. | Artiest                                | Album                                      | Jaar |
| -------- | -------------------------------------- | ------------------------------------------ | ---- |
| 001      | Bob Dorough                            | Devil May Care II                          | 1982 |
| 002      | Jimmy Gourley                          | Jimmy Gourley and the Paris Heavyweights   | 1972 |
| 003      | Jean-Loup Longnon Big Band             | Torride                                    | 1984 |
| 004      | Pip Pyle                               | L'Équipe Out                               | 1986 |
| 005      | Karim Abdul Alim                       | Dance                                      | 1983 |
| 006      | Philippe Gaillot                       | Concept                                    | 1986 |
| –        | –                                      | –                                          | –    |
| 015      | Archie Shepp and Horace Parlan         | En concert: 1st set                        | 1987 |
| 016      | Archie Shepp and Horace Parlan         | En concert: 2nd set                        | 1987 |
| 017      | Archie Shepp and Chris McGregor        | En concert à Banlieues Bleues              | 1989 |
| 018      | Archie Shepp and Michel Marre Quintet  | Passion                                    | 1985 |
| 019      | Chet Baker and Steve Houben            | Chet Baker & Steve Houben                  | 1980 |
| 020      | Jimmy Gourley/Richard Galliano         | Flyin' the Coop                            | 1991 |
| 021      | –                                      | –                                          | –    |
| 022      | –                                      | –                                          | –    |
| 023      | Screamin' Jay Hawkins                  | The Night and Day of Screamin' Jay Hawkins | 1965 |
| 024      | Orchestre de Jazz Languedoc-Roussillon | Dialogues                                  |      |
| 025      | Mamdouh Bahri                          | From Tunisia With Love                     | 1991 |
| 026      | –                                      | –                                          | –    |
| 027      | Michel Bastet/Frédéric Folmer          | Nostalgia n' Barbès                        | 1992 |

Opmerkingen:
- 006 & 025 niet bevestigd
- 018 is een uitgebreide versie van de LP Vent du Sud 105 (getiteld You're My Thrill)
- 023 is een reissue van Planet PLL-1001[1]